# Provincia de Jönköping
La provincia de Jönköping es una de las 21 provincias administrativas (län) que conforman Suecia. Cuenta con un comité administrativo o länsstyrelse, el cual es nombrado por el gobierno. También posee un consejo o landsting, el cual es la representación municipal nombrada por el electorado del condado. Tiene una superficie de 10 475 km².

## Historia
A pesar de que se utiliza comúnmente para indicar la región geográfica, cultural e histórica, la provincia histórica más amplia (landskap) de Småland, de la que forma parte la mayor parte del condado de Jönköping, no tiene ningún significado administrativo o político en la actualidad. El condado de Jönköping ha existido como división administrativa desde el siglo XVII, y constituye la parte noroeste de Småland, siendo las otras partes el condado de Kronoberg en el suroeste y el condado de Kalmar en el este. El condado de Jönköping se unió periódicamente con el vecino condado de Kronoberg en el único condado de Jönköping y Kronoberg hasta 1687. Hasta el siglo XVIII, la administración se alojaba en la fortaleza renacentista del castillo de Jönköping, que fue demolida en el siglo XIX; en el antiguo emplazamiento del castillo se encuentra todavía el edificio del Consejo Administrativo del Condado y la residencia del Gobernador.
El municipio de Habo y el municipio de Mullsjö, procedentes de la parte sureste de la provincia histórica de Västergötland, forman parte también del condado de Jönköping desde la disolución del condado de Skaraborg en 1998; ambos municipios se incorporaron al condado de Jönköping como resultado de los referendos locales celebrados en 1997.

## Geografía
El paisaje en el condado de Jönköping es variado, pero en su mayor parte está cubierto por bosques y área se caracteriza sobre todo por el hecho de que está situado en las tierras altas de Småland. Hay más de 2.300 lagos y varios cursos de agua grandes, incluidos Lagan y Emån. El lago más grande y profundo del condado es el lago Vättern, cuya parte sur llega a Jönköping. En la parte sur del condado se encuentra el parque nacional Store Mosse, que es la zona pantanosa más grande de Suecia al sur de Laponia. El punto más alto es Tomtabacken, que se eleva 377 metros sobre el nivel del mar.

## Política y Gobierno
Las principales responsabilidades de la Diputación Provincial de Jönköping, o Landstinget i Jönköpings län, son el sistema regional de sanidad pública y el transporte público. La Asamblea de la Diputación (landstingsfullmäktige), que es el órgano elegido para los asuntos municipales regionales, se elige cada cuatro años coincidiendo con las elecciones al Riksdag.
El representante parlamentario más conocido del condado fue el difunto Olof Palme, líder del Partido Socialdemócrata Sueco de 1969 a 1986, y dos veces primer ministro de Suecia, de 1969 a 1976 y de 1982 a 1986.
El condado de Jönköping es la región electoral más fuerte de los democristianos, que tradicionalmente tienen muchos seguidores entre los miembros de las iglesias evangélicas de la región. La Asamblea del Consejo del Condado y la mayoría de los municipios del condado están gobernados por coaliciones liberal-conservadoras de centro-derecha. Los socialdemócratas han sido históricamente fuertes en las ciudades molineras y los distritos industriales del condado de Jönköping.

## Municipios

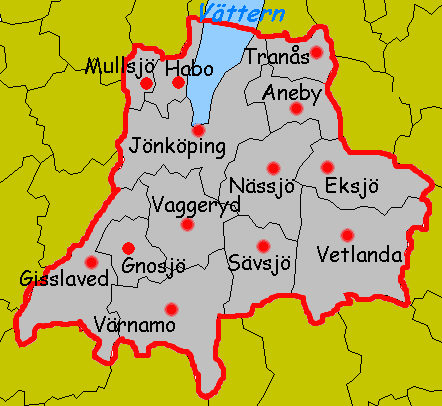
Municipios de la provincia de Jönköping.

- Aneby
- Eksjö
- Gislaved
- Gnosjö
- Habo
- Jönköping
- Mullsjö
- Nässjö
- Sävsjö
- Tranås
- Vaggeryd
- Vetlanda
- Värnamo